# Julia Hartwig
Julia Hartwig-Międzyrzecka (sinh ngày 14 tháng 8 năm 1921 - mất ngày 14 tháng 7 năm 2017) là một nhà văn, nhà thơ và dịch giả nổi tiếng người Ba Lan.

## Tiểu sử
Julia Hartwig sinh ra và lớn lên ở Lublin. Từ năm 1970 đến năm 1974, bà sinh sống ở Hoa Kỳ. Sau đó, Julia Hartwig trở về Ba Lan và sống ở Warsaw.
Julia Hartwig xuất bản tập thơ đầu tiên có tên Pożegnania vào năm 1956. Nhiều bài thơ đã được dịch sang các ngôn ngữ khác bao gồm tiếng Anh, Pháp, Ý, Nga, Litva, Serbia, Hy Lạp và Đức.
Julia Hartwig còn xuất bản các bản dịch từ những bài thơ tiếng Pháp của các cây bút nổi tiếng, chẳng hạn như nhà thơ Guillaume Apollinaire, Blaise Cendrars, Max Jacob, Henri Michaux, Pierre Reverdy, và Gérard de Nerval.
Ngày 5 tháng 9 năm 2005, Julia Hartwig được Bộ Văn hóa và Di sản Quốc gia (Ba Lan) trao tặng Huy chương Vàng Huy chương Công trạng về văn hóa - Gloria Artis vì những cống hiến to lớn đối với văn hóa và nghệ thuật.
Bà mất ngày 14 tháng 7 năm 2017 tại Pennsylvania.

## Tác phẩm tiêu biểu
| Năm  | Tựa đề         | Thể loại       | Ghi chú                             |
| ---- | -------------- | -------------- | ----------------------------------- |
| 1969 | Wolne ręce     | Thơ            |                                     |
| 1969 | Wielki pościg  | Sách thiếu nhi |                                     |
| 1971 | Dwoistość      | Thơ            |                                     |
| 1978 | Czuwanie       | Thơ            |                                     |
| 1980 | Chwila postoju | Thơ            |                                     |
| 1987 | Obcowanie      | Thơ            |                                     |
| 1992 | Czułość        | Thơ            |                                     |
| 2004 | Bez pożegnania |                | được đề cử Giải thưởng văn học Nike |